# Manfred Ackermann (Politiker)

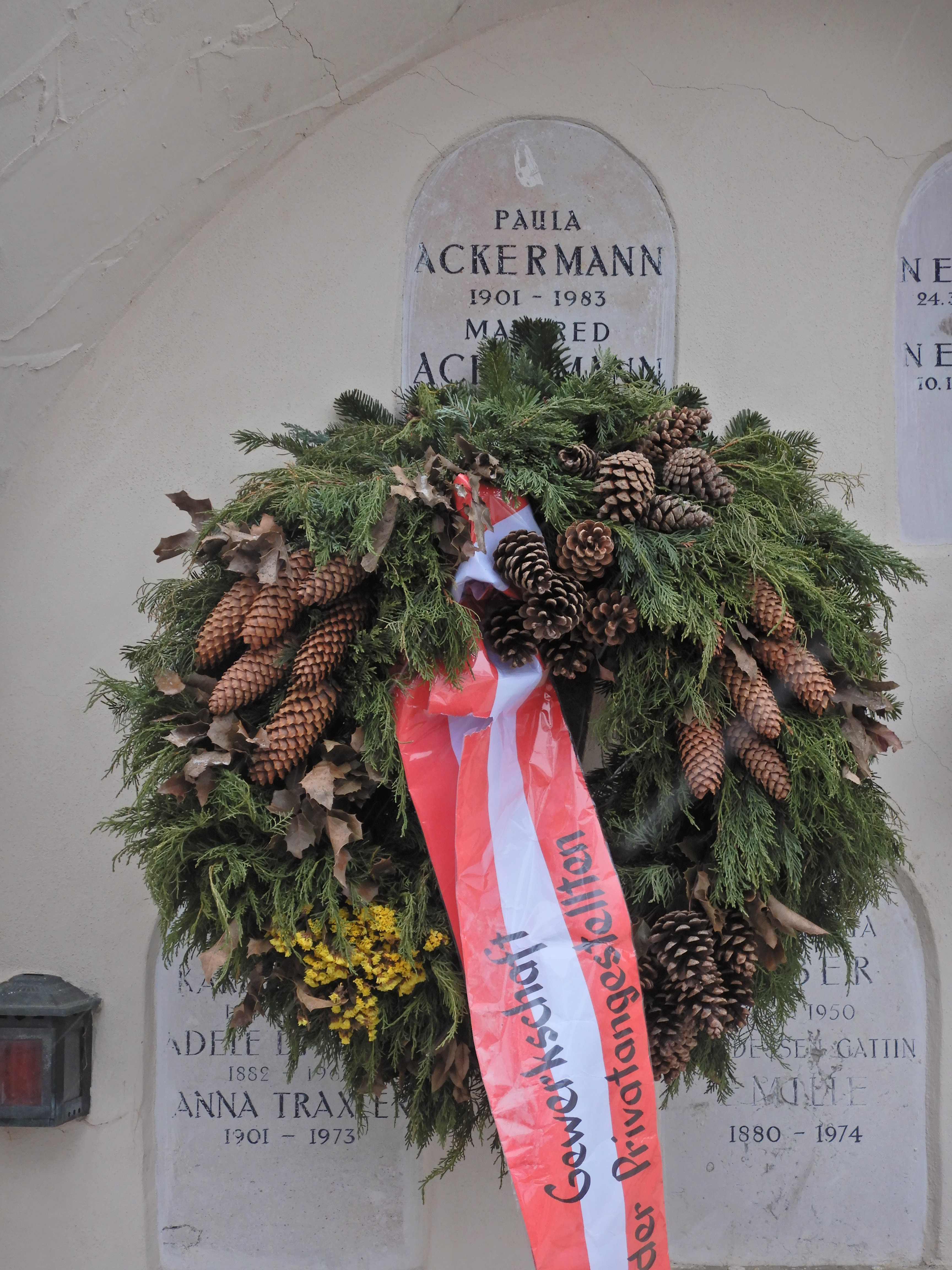
Feuerhalle Simmering, Grab der Familie Ackermann

Manfred Ackermann (* 1. November 1898 in Nikolsburg, Österreich-Ungarn; † 16. Juni 1991 in Wien) war ein österreichischer sozialdemokratischer Politiker und Gewerkschaftsfunktionär in Österreich und den USA.

## Leben
Manfred Ackermann, Sohn von Wolf Ackermann und seiner Frau Elisabeth, geb. Leist, übersiedelte bald nach seiner Geburt mit seinen Eltern und seinen sieben Geschwistern nach Wien und besuchte hier die Handelsschule. 1916 wurde er während des Ersten Weltkriegs zur k.u.k. Armee eingezogen, wo ihn Max Kreisky, Bruno Kreiskys Vater, mit sozialistischem Gedankengut vertraut machte und ihn zum Beitritt zur Sozialdemokratische Arbeiterpartei (SDAP) bewog. Felix Czeike erwähnte in seinem Historischen Lexikon Wien (1992) überdies Ackermanns Dienst im Volkswehr-Bataillon Frey. Die Einheit wurde von Dr. Josef Frey geführt.
Ab 1918 mit der Organisation der Sozialistischen Arbeiterjugend (SAJ) in Wiens 20. Bezirk, der Brigittenau (wo Ackermann bis 1938 wohnte), beauftragt, konnte er in nur drei Jahren eine Vereinigung mit mehr als 1.000 Mitgliedern organisieren.
Ab 1923 war Ackermann im Zentralverein der kaufmännischen Angestellten Österreichs (heute GPA-DJP) Leiter der Jugendsektion, die er zu einer der stärksten und schlagkräftigsten Jugendgruppen aufbauen konnte, und Redakteur der Gewerkschaftszeitungen „Angestellten-Zeitung“ und „Praktikant“. Ackermann war auch einer der Mitbegründer der Sozialistischen Jungfront, einer Vorläuferorganisation der Jungen Generation (JG) der SPÖ.
1933 wurde er als Kandidat für den Nationalrat nominiert, der aber von der Bundesregierung Dollfuß I bzw. Dollfuß II im März 1933 ausgeschaltet wurde. 1934 nahm er an den von Sozialdemokraten als Bürgerkrieg bezeichneten Februarkämpfen teil und wurde nach dem sofortigen Verbot der SDAP im Geheimen Gründungsmitglied und erster Vorsitzender der Revolutionären Sozialisten. Bereits im März 1934 wurde er jedoch verhaftet und bis Sommer 1935 im Anhaltelager Wöllersdorf gefangen gehalten. Nach seiner Freilassung war Ackermann weiter „illegal“ tätig, was zu seiner erneuten Inhaftierung von November 1937 bis März 1938 führte.
Auf Grund von Schuschniggs Generalamnestie im März 1938 konnte Ackermann nach dem „Anschluss“ Österreichs an das Deutsche Reich 1938 ins Ausland fliehen; als Jude wäre er zusätzlichen Repressionen ausgesetzt gewesen. Über Italien und die Schweiz gelangte er nach Brüssel, wo er am 1./2. April 1938 an der Gründung der Auslandsvertretung der österreichischen Sozialisten (AVOES) teilnahm und dann in deren Führungsgremium tätig war. Später in Paris lebend, wurde Ackermann 1939 von den Franzosen in den Internierungslagern von Colombes und Montargis inhaftiert.
1940 gelang ihm über Spanien und Lissabon im September die Flucht in die USA, für die er über Intervention des jüdischen Arbeiterkomitees ein Einreisevisum erhalten hatte; am 12. September traf er in New York. Dort arbeitete er ab 1941 als Hilfsarbeiter in der Bekleidungsbranche (Maschinennäher) und betätigte sich auch in der AVOES und dem Austrian Labor Committee (ALC). Über seine Funktion als Betriebsrat kam er in die Gewerkschaft der Textilarbeiter (Amalgamated Clothing Workers of America, ACW) wo er Kontroll- und Bildungsaufgaben übertragen erhielt. Überdies war er Gründungsmitglied der American Friends of Austrian Labour.
Nach seiner Pensionierung im Jahr 1964 kehrte er nach Österreich zurück, hielt Vorträge, war einer der Initiatoren des Jugendkontaktkomitees im Bund Sozialistischer Freiheitskämpfer und bis zu seinem Tod als unermüdlicher Volks- und Erwachsenenbildner tätig.
Manfred Ackermann war mit Paula Popp verheiratet. Seine Urne wurde im Urnenhain der Feuerhalle Simmering beigesetzt (Abteilung ML, Gruppe 49, Nummer 1).

## Auszeichnungen

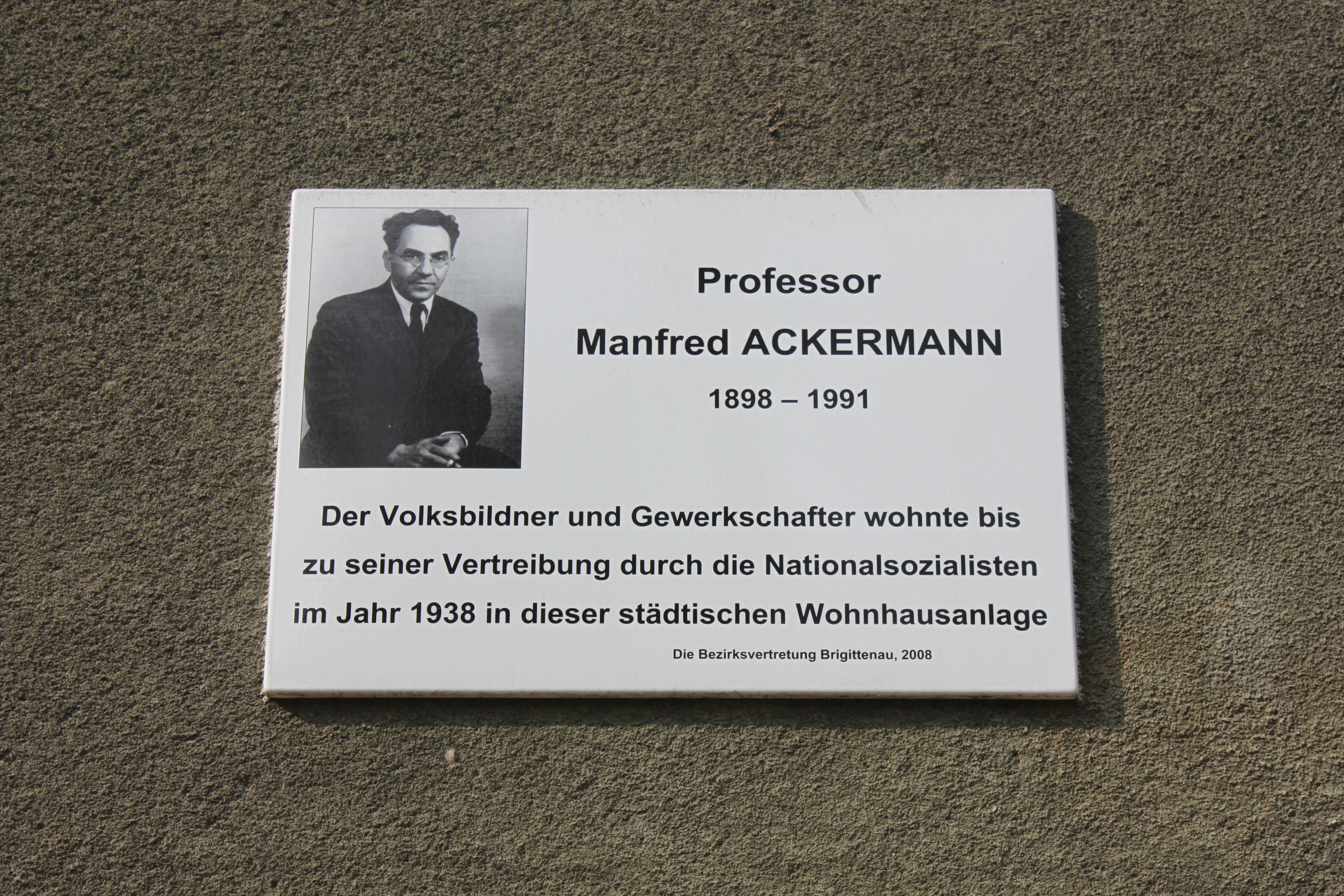
Information am Manfred-Ackermann-Hof in Wien

- 1969: Silbernes Ehrenzeichen für Verdienste um die Republik Österreich
- 1970: Goldenes Abzeichen des Bundes sozialistischer Freiheitskämpfer und Opfer des Faschismus
- 1973: Verleihung des Titels Professor
- 1973: Viktor-Adler-Plakette der SPÖ
- 1977: Ehrenzeichen für Verdienste um die Befreiung Österreichs
- 2008: Benennung der im Jahr 1928 nach Plänen von Karl Badstieber errichteten Wohnhausanlage in Wien 20., Brigittenau, Brigittaplatz 11–13, als Manfred-Ackermann-Hof; das Ehepaar Ackermann hatte dort gewohnt.[3]
- Karl-Pick-Medaille der Sektion Handel der GPA

## Schriften
- Rede über Otto Bauer. Erweiterte Fassung der Rede, die am 6. Mai 1969 beim Freundschaftstreffen der sozialistischen Freiheitskämpfer und Opfer des Faschismus gehalten wurde. Verlag Bund Sozialistischer Freiheitskämpfer und Opfer des Faschismus, Wien 1969.
- Rede über Victor Adler. Gehalten am 11. November 1968 bei der Hauptversammlung des Bundes der Sozialistischen Freiheitskämpfer und Opfer des Faschismus. Verlag Bund Sozialistischer Freiheitskämpfer und Opfer des Faschismus, Wien 1969.
- Julius Braunthal. Ein Leben, dem Sozialismus geweiht. Rede, gehalten bei der Gedenkstunde für Julius Braunthal am 26. Mai 1972 im Haus der Begegnung in Wien-Döbling. Verlag Bund Sozialistischer Freiheitskämpfer und Opfer des Faschismus, Wien 1972.
- Max Adler – Erzieher zu sozialistischem Denken. Aus der Rede anläßlich des 30. Todestages Max Adlers, gehalten am 27. Juni 1967. Verlag Bund Sozialistischer Freiheitskämpfer und Opfer des Faschismus, Wien 1967.
- Erziehung zum Menschenbewußtsein. Europa-Verlag, Wien 1988, ISBN 3-203-51065-0.